# Мер Нью-Йорка
Мер Нью-Йорка (англ. Mayor of New York City) — очільник виконавчої гілки (мер міста) уряду Нью-Йорка, обирається на чотири роки не більше двох термінів поспіль.
Мер керує всіма міськими службами, поліцією та протипожежною службою, він завідує муніципальною власністю, йому підпорядкована більшість муніципальних організацій. Мер Нью-Йорка контролює дотримання всіх законів міста і штату в Нью-Йорку.
Мер призначає більшість офіційних осіб, зокрема голів міських міністерств.
Мерія розташована в ратуші Нью-Йорка. До її юрисдикцію належать усі п'ять боро Нью-Йорка: Мангеттен, Бруклін, Бронкс, Квінс та Стейтен-Айленд.
Бюджет мерії Нью-Йорка є найбільшим серед усіх міст США і становить 70 млрд дол. на рік. У штаті міських служб перебуває 325 000 осіб. З бюджету міста йде близько 21 млрд дол. на навчання приблизно 1,1 мільйона студентів. Водночас до бюджету надходить 27 млрд дол. податків і 14 млрд дол. від влади штату і Федерального уряду.

## Історія
Першим мером Нью-Йорка став Томас Віллет, якого 1665 року на цю посаду призначив губернатор провінції Нью-Йорк Річард Ніколс.
Протягом наступних півтора століть термін повноважень мера обмежувався одним роком. Посада була невиборна — мера призначав спочатку Колоніальний губернатор, а згодом губернатор штату Нью-Йорк. У ті роки влада мера була доволі обмеженою, до того ж мер входив до складу міської ради.
Проте до XIX століття вплив цієї посади значно посилився. Так, 1820 року мер став обиратися міською радою, а 1830 року мер отримав право накладати вето на рішення Ради, до якої вже не входив.
1849 року термін повноважень був збільшений до двох років. 1905 року термін повноважень знову був збільшений, цього разу до чотирьох років, таким він залишається і донині.
Протягом XIX століття мерами переважно ставали підприємці.
Повноваження мера, на той час досить обмежені в питаннях фінансування, були значно розширені за час правління протягом 1934—1945 років Фіорелло Ла Гуардія.
1961 року мер Нью-Йорка отримав право затверджувати Капітальний бюджет, вносити зміни в операційний бюджет і реорганізовувати муніципальні управління. 1975 року частина повноважень мера щодо кадрового забезпечення та бюджетування перейшла до особливих уповноважених 1989 року повноваження Комітету з бюджетування були розподілені між мером і міською радою..
У жовтні 2008 року міська рада Нью-Йорка проголосував за збільшення максимально допустимої кількості термінів повноважень мера до «трьох». Проте 2010 року в Нью-Йорку був проведений референдум, на якому 76 % учасників висловилося за повернення обмеження на два терміни.